# Bjørk Herup Olsen
Bjørk Herup Olsen (født 2. oktober 1991) er en færøsk mellemdistanceløber og langdistanceløber. Hun er medlem af Bragdið FS på Færøerne og i Danmark Sparta Atletik fra 2014 hvortil hun kom fra Helsingør IF. Hun var frem till 2009 i Københavns Idræts Forening. Herup Olsen er den første færøske kvinde, som løb 3000 meter under 10 minutter.

## Personlige og færøske rekorder
- 800 meter: 2:20.01 Gøteborg, Sverige 4. Juli 2010 [2] (Færøsk rekord)[3]
- 1500 meter: 4:37.83 Gøteborg, Sverige 3. Juli 2010 [4] (Færøsk rekord)
- 3000 meter: 9:59,51 Pennsylvania, USA 28. Januar 2012 [5] (Færøsk rekord)
- 5000 meter: 17:49,7 Jatnatøk Tórsbreyt i Tórshavn, Færøerne 17. Juli 2010 [6] (Færøsk rekord)
- 5.000 meter: 17.40.34 NatWest Island Games (GBR) 26. juni 2011
- 10.000 meter: 36.58,27 North Carolina, USA, 2012 (Færøsk rekord)[7]
- ½ maraton 1.24.35 NatWest Island Games Isle of Wight (GBR) 26. juni 2011
- 1500 meter – inde: 4:38,04 Reykjavík International Games Island 17. januar 2010
- 1 mile – inde: 5:19,35 Reykjavík, Island 20. januar 2008
- 3000 meter – inde: 9:59.91 Pennsylvania, USA 28. januar 2012
- 5000 meter – inde: 17:12.75 Geneva, USA 10. februar 2012[8]

## Eksterne links
- kif-atletik.dk
- Statletik.dk Arkiveret 19. juli 2011 hos  Wayback Machine
- Bragdid.fo

| Atletikudøver | Spire Denne biografi om en atletikudøver er en spire som bør udbygges. Du er velkommen til at hjælpe Wikipedia ved at udvide den. |

|  | Artiklen om Bjørk Herup Olsen kan blive bedre, hvis der indsættes et (bedre) billede Du kan hjælpe ved at afsøge Wikimedia Commons for et passende billede eller uploade et godt billede til Wikimedia Commons iht. de tilladte licenser og indsætte det i artiklen. |